# Angelo Ingegneri
Anzolo Inzegneri, nella forma italianizzata Angelo Ingegneri (Venezia, 1550 – Venezia, 1613), è stato un poeta e regista teatrale italiano della Repubblica di Venezia, che scrisse anche in dialetto veneziano.

## Biografia
Amico di Torquato Tasso, si premurò di porre rimedio al dispiacere di questi, quando nel 1580 Celio Malaspina (o Malespini) aveva dato alle stampe il Goffredo senza l'autorizzazione dell'autore, mutilo di sei canti e con molte imperfezioni. Ingegneri recuperò una copia del manoscritto che lui stesso aveva fatto a Ferrara l'anno prima, e diede alla luce nel 1581 due edizioni del poema, la prima a Parma e la seconda a Casalmaggiore, presentando l'opera in forma decisamente più dignitosa e con tutti e venti i canti.
Ingegneri ebbe l'idea di cambiare il titolo in La Gerusalemme liberata, e la trovata riscosse un tale successo da essere poi accettata da tutti gli editori e dare al capolavoro di Tasso il titolo definitivo.
Affiliato all'Accademia Olimpica di Vicenza nell'aprile del 1580 e a quella degli Innominati di Parma, si distinse per il saggio intitolato Della poesia rappresentativa e del modo di rappresentare le favole sceniche (Ferrara, 1598), con il quale espose le sue teorie sulla letteratura drammatica e sul teatro. Fu anche il regista della prima rappresentazione inaugurale del Teatro Olimpico di Vicenza nel 1585.